# Kanton La Rochelle-6
La Rochelle-6 is een voormalig kanton van het Franse departement Charente-Maritime. Het kanton maakte deel uit van het arrondissement La Rochelle. Het werd opgeheven bij decreet van 27 februari 2014, met uitwerking op 22 maart 2015.
Het kanton omvatte uitsluitend een deel van de gemeente La Rochelle.